# Sabir Bougrine
Sabir Bougrine (Mechelen, 10 juli 1996) is een Belgische voetballer. Hij speelt als middenvelder bij Raja Casablanca.

## Carrière
Bougrine werd opgeleid door de jeugdacademie van Jean-Marc Guillou in Tongerlo. Door de nauwe samenwerking met Lierse SK debuteerde Bougrine op 24 mei 2015 voor de Pallieters in de eindrondewedstrijd tegen Lommel United. Hij speelde daarna nog drie seizoenen voor Lierse in de Proximus League. Na het faillissement van de club trok hij transfervrij naar de Franse tweedeklasser Paris FC. Vanwege de geringe speelkansen verliet hij de club al voor één jaar voor F91 Dudelange.

## Statistieken
| Seizoen        | Club           | Land                  | Competitie         | Competitie | Competitie | Beker | Beker | Internationaal | Internationaal | Totaal | Totaal |
| Seizoen        | Club           | Land                  | Competitie         | Wed.       | Dlp.       | Wed.  | Dlp.  | Wed.           | Dlp.           | Wed.   | Dlp.   |
| -------------- | -------------- | --------------------- | ------------------ | ---------- | ---------- | ----- | ----- | -------------- | -------------- | ------ | ------ |
| 2014/15        | K. Lierse SK   | Vlag van België       | Jupiler Pro League | 1          | 0          | 0     | 0     | —              | —              | 1      | 0      |
| 2015/16        | K. Lierse SK   | Vlag van België       | Tweede Klasse      | 32         | 2          | 2     | 0     | —              | —              | 34     | 2      |
| 2016/17        | K. Lierse SK   | Vlag van België       | Eerste klasse B    | 29         | 0          | 2     | 0     | —              | —              | 31     | 0      |
| 2017/18        | K. Lierse SK   | Vlag van België       | Eerste klasse B    | 15         | 1          | 2     | 0     | —              | —              | 17     | 1      |
| 2018/19        | Paris FC       | Vlag van Frankrijk    | Ligue 2            | 4          | 0          | 1     | 0     | —              | —              | 5      | 0      |
| 2019/20        | F91 Dudelange  | Vlag van Luxemburg    | Nationaldivisioun  | 10         | 1          | 2     | 1     | 10             | 1              | 22     | 3      |
| 2020/21        | Neftçi Bakoe   | Vlag van Azerbeidzjan | Premyer Liqasi     | 10         | 1          | 0     | 0     | 2              | 1              | 12     | 2      |
| Carrièretotaal | Carrièretotaal | Carrièretotaal        | Carrièretotaal     | 101        | 5          | 9     | 1     | 12             | 2              | 122    | 8      |

Bijgewerkt t/m 12 juli 2019.